# HTC Tattoo
HTC Tattoo (också känd som HTC Click) är en smartphone tillverkad av HTC. Den körs med operativsystemet Android, version 1.6.
Till skillnad från andra Androidtelefoner från HTC så har Tattoo en resistiv pekskärm istället för kapacitiv. Utvecklarna förklarade detta med att de först testade med en kapacitiv skärm men kom fram till att multi-touch var osmidigt på en sådan liten skärm.

## Andra specifikationer
Specifikationerna enligt Gizmodo den 9 september 2009:
- GPS
- Digital Kompass
- ROM: 512 MB
- Wi-fi
- Bluetooth
- Accelerometer
- Mini USB[3]
- FM Radio
- 3,5 mm teleplugg för ljud, mikrofon och högtalare

## Justerbara skal
HTC Tattoo var den första smartphonen från företaget med fullt justerbara skal. Telefonens plastskal kan tas av och bytas ut med en design av ägarens egna val. Den nu nerstängda sidan TatooMyHTC startades den 12 oktober 2009, och erbjöd för-gjorda designer för €11,99 eller personliga designer för €14,99. 

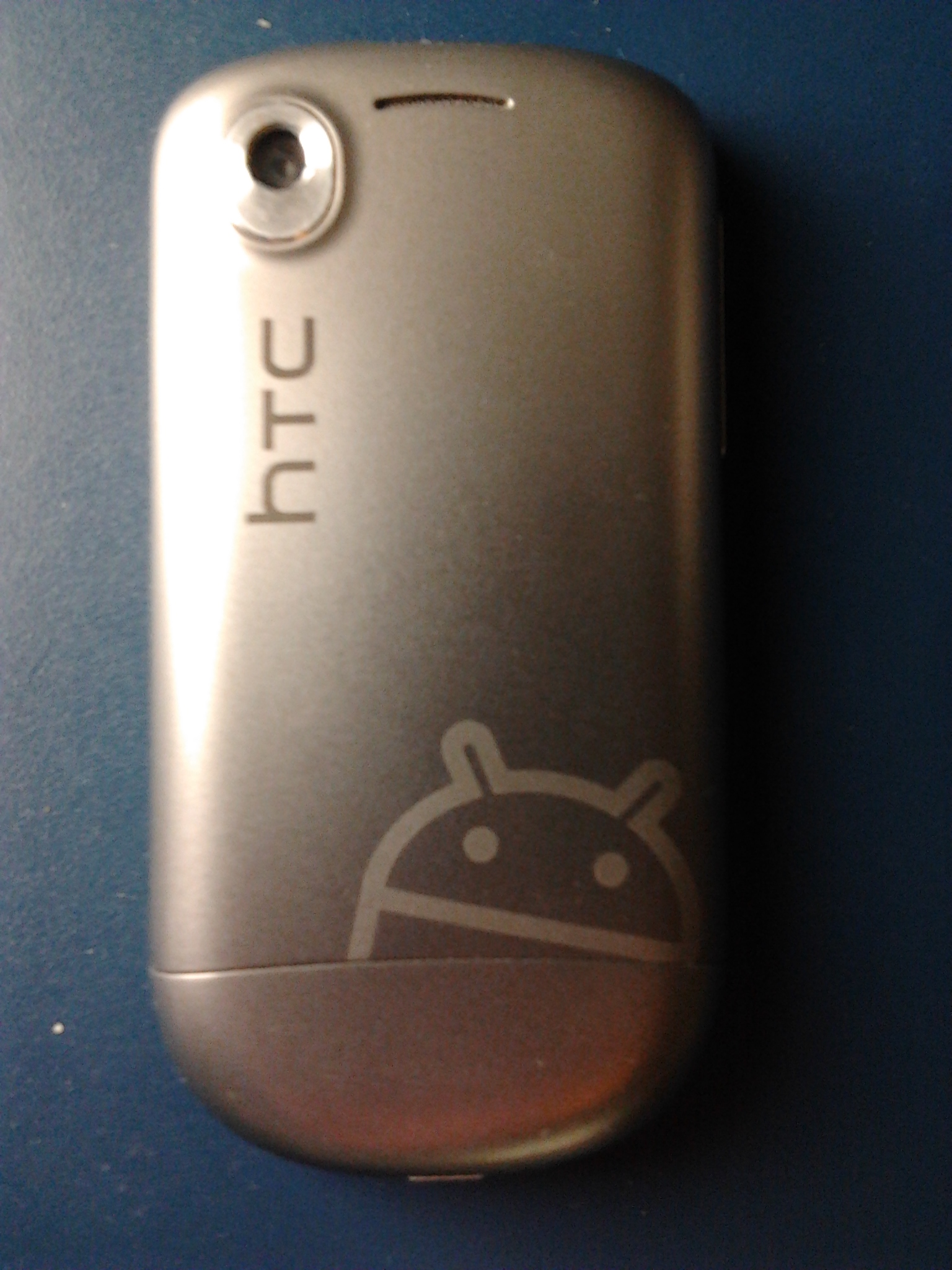
Original-skalet för HTC Tattoo